# Drosophila oritisa
Drosophila oritisa este o specie de muște din genul Drosophila, familia Drosophilidae, descrisă de Chen în anul 1990. Conform Catalogue of Life specia Drosophila oritisa nu are subspecii cunoscute.